# Référendum constitutionnel égyptien de 2019
Un référendum constitutionnel a lieu du 20 au 22 avril 2019 en Égypte. La population est amenée à se prononcer sur une révision de la constitution portant notamment sur l'allongement du mandat présidentiel de quatre à six ans (ainsi que de la prolongation rétroactive du mandat en cours de deux ans), la modification de la limite de mandats qui devient seulement consécutive, sur le rétablissement du poste de vice-président et sur celui d'un Sénat.
Le projet est porté par le président Abdel Fattah al-Sissi, au pouvoir depuis le putsch de 2013. La révision permettrait à ce dernier de se maintenir au pouvoir jusqu'en 2030 au lieu de 2022 en prolongeant son second mandat de deux ans et en l'autorisant exceptionnellement à en effectuer un troisième consécutif.
Le référendum est approuvé sans surprise par une large majorité de votants, 88,83 % d'entre eux ayant voté en faveur des amendements, pour une participation de seulement 44,33 % malgré l'étalement du scrutin sur trois jours.

## Contexte

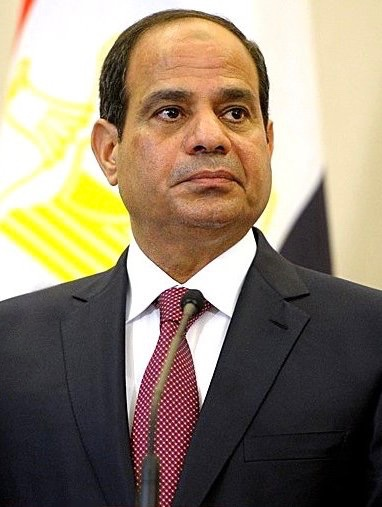
Le président Sissi en 2015

Abdel Fattah al-Sissi accède au pouvoir des suites du coup d'État de 2013. Un mouvement protestataire de grande ampleur réunissant plus d'une dizaine de millions d'Égyptiens opposés à la dérive autoritaire et islamiste du premier président démocratiquement élu, Mohamed Morsi, est récupéré par l'armée qui le renverse le 3 juillet. Après une période d'intérim assurée par Adli Mansour, Sissi quitte le commandement de l'armée pour se présenter à l'élection présidentielle du 28 mai 2014, qu'il remporte avec 96,91 % des voix dans un contexte présumé de fraudes,.
Sissi exerce dès lors une dictature en Égypte,,. Des milliers d'opposants au régime sont tués ou emprisonnés tandis que plusieurs centaines d'autres auraient purement et simplement disparu. Les médias égyptiens sont tous rapidement réduits au silence. Les responsables de plusieurs ONG égyptiennes sont menacés de mort et obligés de quitter le pays. Amnesty International note aussi un « recours généralisé à la torture en détention ». Des lois liberticides sont mises en place, notamment celle condamnant à de fortes amendes les médias et les journalistes qui mettraient en doute les communiqués officiels du gouvernement, ou encore celle interdisant les manifestations sans accord du régime sous peine de prison. L'homosexualité est également réprimée par le régime ; des homosexuels sont arrêtés, torturés ou condamnés à des peines de prison,,. Les athées sont également persécutés, et certains perdent la garde de leurs enfants, le régime durcissant les lois visant les athées.
Sissi est facilement réélu en mars 2018, le scrutin ayant vu l'exclusion de tous les candidats d'opposition puis la présentation en dernière minute d'un candidat ouvertement partisan du président sortant, faisant office de « lièvre ». La constitution en vigueur limitant à deux le nombre de mandats présidentiels, Al-Sissi doit alors quitter la présidence en 2022, à la fin de son deuxième mandat de quatre ans.

## Étapes du projet
Dès fin 2015, un an après le début du premier mandat d'Abdel Fattah al-Sissi, ses partisans commencent à faire campagne pour faire amender la Constitution de 2014. Sissi lui-même estime que celle ci a été écrite « avec de bonnes intentions », mais que celles-ci ne suffisent pas pour gouverner. Début 2017, un député proche du pouvoir lance une collecte de parrainages pour autoriser Sissi à effectuer autant de mandats qu'il le souhaite, en appelant le peuple à le réélire ou à le rejeter. À la fin de cette même année, Sissi s'engage pourtant à ne pas effectuer un troisième mandat. L'année suivante, les partisans du président appellent à porter le mandat présidentiel à six ans,. En janvier 2019, les députés progouvernementaux repartent en campagne pour ces amendements.
En accord avec l'article 226 de la Constitution de 2014, celle-ci peut être révisée à la demande du président ou d'au moins un cinquième des membres du parlement, suivi d'un vote à la majorité des deux tiers et d'un référendum organisé dans les 30 jours suivant le vote. La majorité absolue suffit pour l'approbation populaire, aucune majorité qualifiée ni quorum de participation n'étant requis,.
Le 2 février 2019, 155 députés sur 596 soumettent une proposition de révision de la constitution. Le premier quorum étant atteint, une commission parlementaire adopte la proposition le 5 février, avant l'organisation à partir du 14 d'un débat public. Le jour même, un premier projet est approuvé par 485 députés sur 596.
En réaction, des partis d'opposition, notamment le Parti de la Constitution fondé par l'opposant Mohamed el-Baradei, mettent en place une campagne d'opposition aux amendements et recueillent 60 000 signatures. Amr Moussa, président du comité constitutionnel ayant adopté la précédente mouture, critique aussi la réforme. Le régime réagit en fermant quelque 34 000 sites web, dont celui de cette campagne et en arrêtant des centaines d'opposants. Des commerçants sont forcés de poser des banderoles de soutien au « oui », sous peine de représailles, et à payer pour acquérir et poser celles-ci.
Dans un contexte de répression par le régime des voix dissidentes ayant vu des citoyens condamnés à des peines de plusieurs années de prison fermes pour des tweets jugés trop critiques, la quasi-totalité des propositions ne rencontre que peu d'opposition de la part de la population, à l'exception de la question de l'extension de la durée du mandat présidentiel, qui devient rapidement le principal objet des débats. Si la limite de deux mandats est conservée, le projet initial prévoit en effet de « remettre à zéro les compteurs », sans prise en compte des mandats passés, ce qui permettait au président Sissi de se représenter en 2022 puis 2028, pour une fin de quatrième mandat en 2034. En réaction à la résistance rencontrée, un compromis est trouvé. Le nouveau projet de révision prévoit ainsi que le mandat en cours du président soit d'ores et déjà étendu de manière nominative, mais qu'il ne puisse en effectuer qu'un seul supplémentaire, pour un départ du pouvoir en 2030.
Le projet de révision est voté par 531 voix sur 554 le 16 avril 2019. Le lendemain, celui-ci est annoncé pour les jours suivants, avec un vote étalé sur trois jours du 20 au 22 avril, afin de favoriser un taux de participation donnant une légitimité à la révision. Les Égyptiens de la diaspora votant quant à eux du 19 au 21 avril.

## Objets

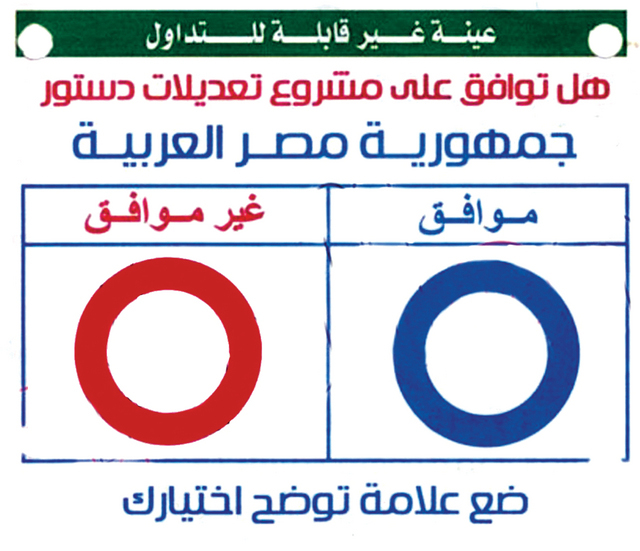
Bulletin de vote utilisé

Les amendements portent sur plusieurs articles de la Constitution de 2014, notamment l'article 140, qui ferait passer le mandat présidentiel de quatre à six ans. L'article 241 serait également modifié de manière à faire appliquer le changement au mandat en cours du président al-Sissi, et à lui permettre de se représenter pour un troisième mandat consécutif. Bien que la limite de deux mandats demeure, elle n'est désormais que consécutive. Cet amendement est cependant jugé inconstitutionnel, l'article 226 de la Constitution interdisant explicitement de modifier les modalités de réélection du président « à moins que l'amendement ne fournisse davantage de garanties ».
La révision des articles 185, 189 et 193 augmenterait par ailleurs significativement les pouvoirs du président. Celui-ci nommerait un ou plusieurs vice-présidents, une fonction abolie en 2012, le président de la Haute cour de justice, qui nomme à son tour les procureurs et hauts magistrats, ainsi que le président de la Cour constitutionnelle suprême.
Le rôle prépondérant des militaires dans la vie du pays serait également institutionnalisé. L'article 200 accorderait ainsi à l'armée la mission de « préserver la constitution et la démocratie, ainsi que les principes fondamentaux de l'État ». Enfin, l’article 234 lui permettrait de sélectionner elle-même le ministre de la Défense, là où la disposition actuelle ne le permet que durant une durée de huit ans suivant l'adoption de la Constitution de 2014.
Le parlement égyptien redeviendrait bicaméral, avec le rétablissement du Sénat aboli par la nouvelle constitution en 2014. Celui-ci se composerait d'un minimum de 180 membres dont deux tiers élus et le tiers restant nommé par le président. La chambre basse verrait quant à elle le nombre de ses membres passer de 596 à 450, dont 112 réservés aux femmes, soit 25 %,.
Enfin, des quotas d'agriculteurs et d'ouvriers seraient fixés dans les conseils municipaux. Des quotas de chrétiens et d'handicapés, à définir, sont également prévus.

## Déroulement
Au cours du vote, des employés sont exhortés d'aller voter tandis que des bons pour des aliments gratuits sont offerts dans les bureaux de vote. Un homme est arrêté pour avoir brandi une pancarte hostile au référendum.
Les partisans du régime annoncent un taux de participation élevé. Le vote intervient sans réel débat dans le pays, et est largement considéré comme gagné d'avance, le seul enjeu résidant dans le taux de participation.

## Résultats
| Choix                     | Votes      | %     |
| ------------------------- | ---------- | ----- |
| Pour                      | 23 416 741 | 88,83 |
| Contre                    | 2 945 680  | 11,17 |
|                           |            |       |
| Votes valides             | 26 362 421 | 96,94 |
| Votes blancs et invalides | 831 172    | 3,06  |
| Total                     | 27 193 593 | 100   |
| Abstention                | 34 150 910 | 55,67 |
| Inscrits/Participation    | 61 344 503 | 44,33 |

| Pour 23 416 741 (88,83 %) |  |  | Contre 2 945 680 (11,17 %) |
| ▲                         |  |  |                            |
| Majorité absolue          |  |  |                            |